# Arzubiko erreka
L'Arzubiko erreka est un cours d'eau du Pays basque français (département des Pyrénées-Atlantiques).
Har-zubi signifie 'pont de pierre' en basque. La terminaison -ko erreka signale un nom emprunté à un lieu traversé par le cours d'eau.
Il prend sa source sur la commune d'Ainhice-Mongelos et se jette dans le Laurhibar à Ispoure

## Département et communes traversés
Pyrénées-Atlantiques
- Ainhice-Mongelos ;
- Bustince-Iriberry ;
- Ispoure ;
- Lacarre ;
- Saint-Jean-le-Vieux.

## Principaux affluents
Abréviations : (G) ou (rg) Affluent rive gauche ; (D) ou (rd) Affluent rive droite ; (CP) Cours principal, signale le nom donné à une partie du cours d'eau prise en compte dans le calcul de sa longueur.
- (G) Arran Gorriko erreka
- (D) Idiondoko erreka, 3,1 km
- (G) Basagibeleko erreka ou Basaburuko erreka, 5 km, de Gamarthe
- (G) Antzubiko erreka[2] ou Tosca, 4,2 km, de Lacarre
- (D) Urateko erreka[3] ou Jatsubideko erreka, 4,9 km, de Jaxu
- (G) Apateko erreka, 5,5 km, de Bussunarits-Sarrasquette